# Casal dels Voltors
El Casal dels Voltors és una obra de Tremp (Pallars Jussà) protegida com a Bé Cultural d'Interès Local.

## Descripció
Edifici construït entre mitgeres, de dos nivells d'alçat (planta baixa i un pis). El parament exterior és de pedra vista, per manca de l'arrebossat original. Destaca la distribució regular de les obertures, que en la planta baixa mostren una disposició seguint l'esquema finestra-porta-finestra-porta, i estan conformades per llindes d'arc rebaixat construïts amb pedra tosca. En el pis superior s'identifica un balcó central flanquejat per finestres; novament les llindes són d'arc rebaixat però construïdes amb llosetes.

## Història
L'edifici havia albergat originàriament l'escola de la Torre de Tamúrcia, i degué ser construït al segle XIX; probablement la segona planta és fruit d'una remunta realitzada ja en el segle xx. Actualment és la seu del centre d'interpretació del parc de la Terreta i se'l coneix com el casal dels Voltors.